# Maibachl
Koordinaten: 46° 35′ 30,4″ N, 13° 49′ 25,7″ O
Das Maibachl ist eine Thermalquelle am Fuße des Dobratsch in Villach im österreichischen Bundesland Kärnten. Es gehört hydrologisch zu einer Reihe von Thermalquellen, die in Warmbad Villach zu Kur- und Heilzwecken gefasst wurden. Die Maibachl-Quellen bilden einen natürlichen Überlauf der Warmbader Thermalquellen und fließen nur zur Zeit der Schneeschmelze am Dobratsch oder nach länger anhaltenden intensiven Niederschlägen. In der Nähe der Hauptquellen haben sich im Laufe der Zeit zwei Quellbecken gebildet, die durch Steinschichtungen der Badegäste zusätzlich aufgestaut wurden und nun mit ca. 1 m bis 1,2 m Tiefe zum Entspannen im 28 °C warmen Thermalwasser einladen.
Im Jahr 2005 wurde das Maibachl zum Naturdenkmal erklärt.

## Hydrologie

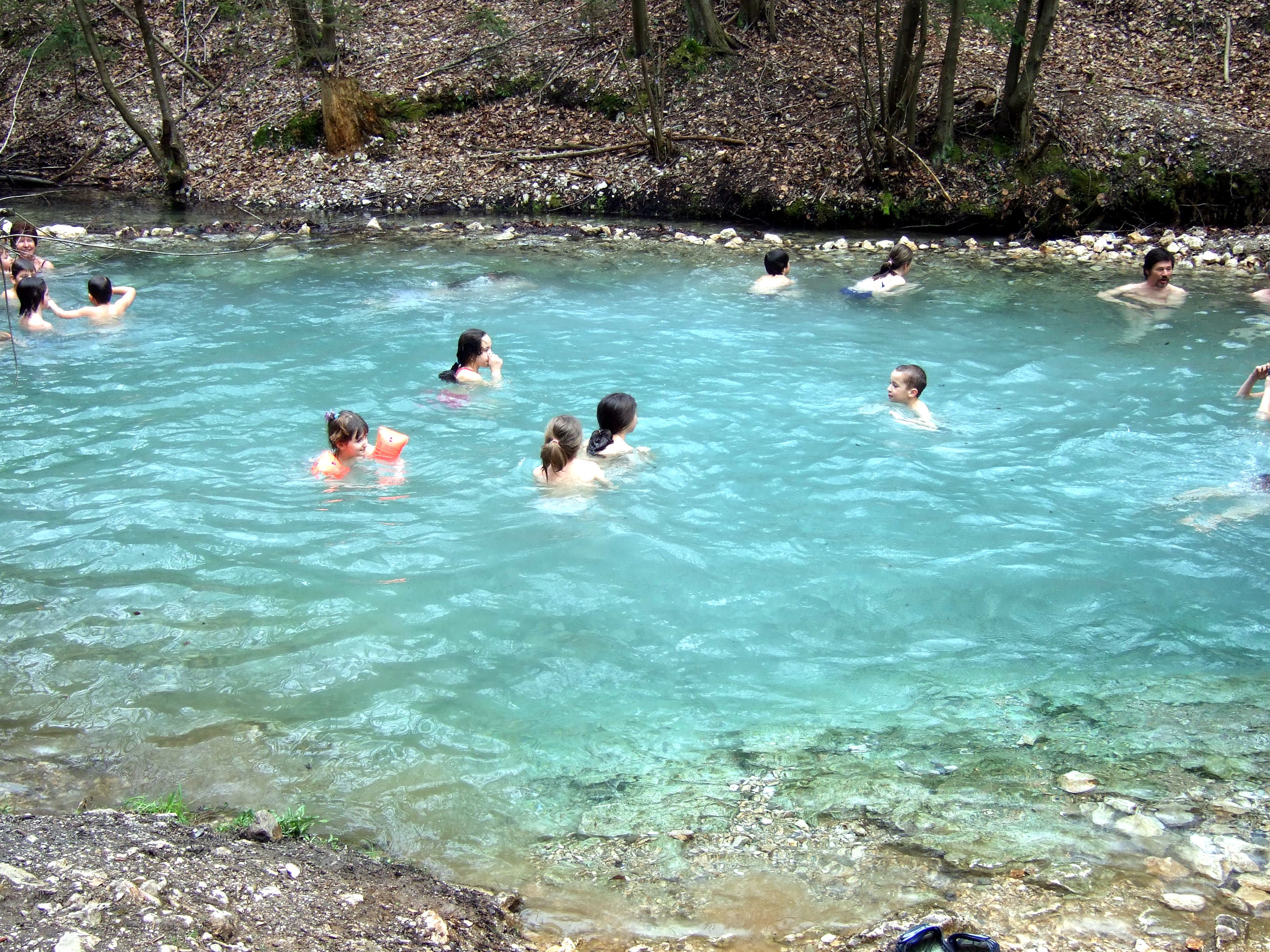
Frei zugängliche Thermalquelle

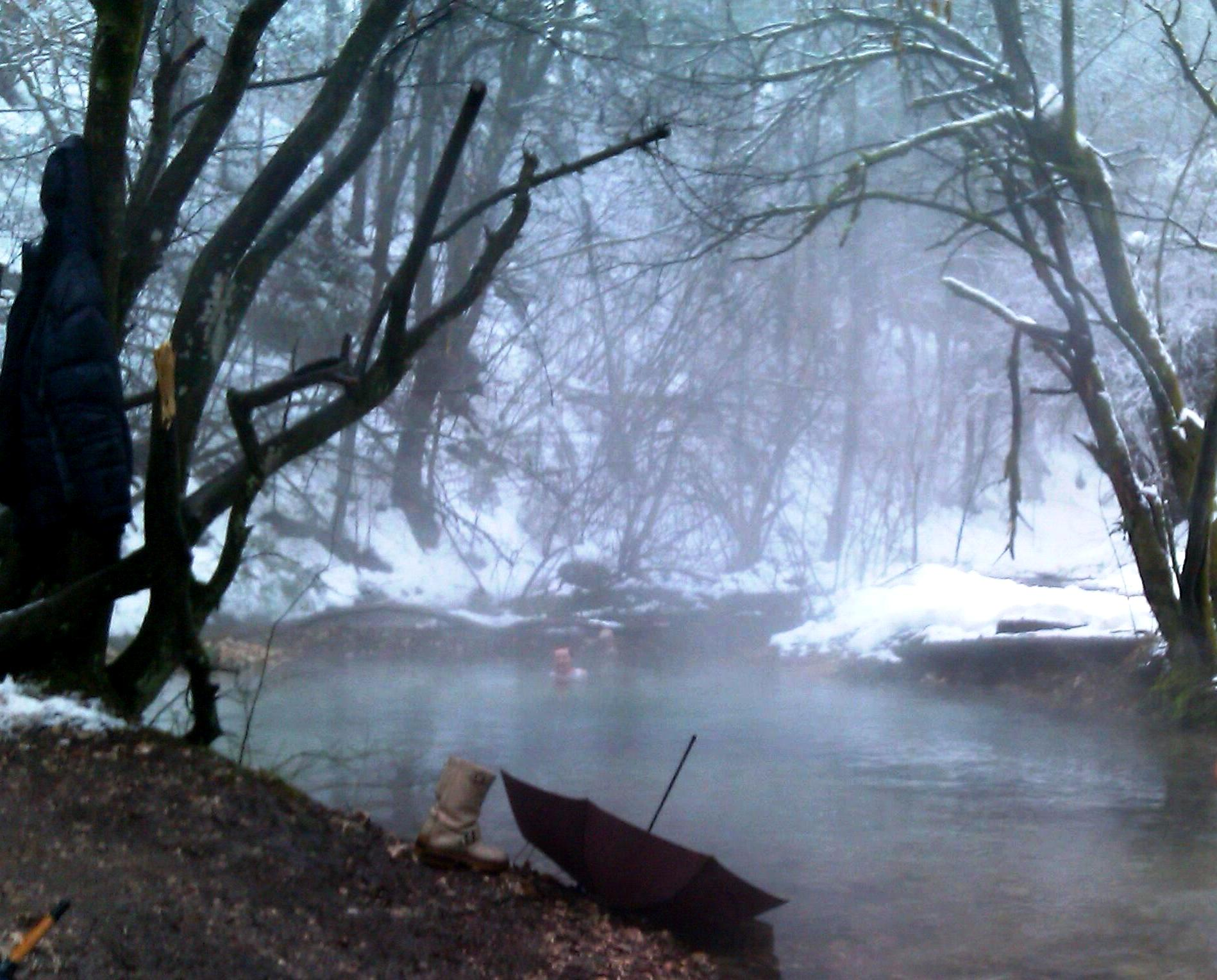
Oberes Becken des Maibachls

Die Warmbader Quellen und damit auch das Maibachl entspringen in einer Höhe von 510 m ü. A. am östlichen Fuß des Dobratsch. Dieser ist vorwiegend aus Wettersteinkalk aufgebaut, und an der Ostflanke über Staffelbrüche in einzelne Schollen zerteilt. Diese Schollen sinken nach Osten hin immer tiefer ab und somit erreichen die Wasser führenden Schichten Tiefen, in denen das Sickerwasser auf über 38 °C erhitzt wird.
Vorgelagerte Rotlehmschichten im Bereich von Villach Warmbad bilden eine wasserundurchlässige Grenze nach unten und nach Osten und zwingen so das erwärmte Sickerwasser nach oben. Das Thermalwasser vermischt sich nahe der Oberfläche mit kälterem Wasser und tritt in mehreren Quellen mit ca. 29 °C an die Oberfläche.
Die Maibachlquellen liegen dabei ca. 15 m höher als die ständig Wasser führenden Thermalquellen in Warmbad und fließen deshalb nur bei entsprechend starker Wasserführung im Untergrund. Bei besonders heftigen Niederschlägen oder sehr rascher Schneeschmelze beginnt ein paar hundert Meter von den Maibachlquellen entfernt und noch ein paar Meter höher gelegen auch die Hungerbach-Quelle zu sprudeln. Dieser Bach fließt dann gemeinsam mit dem Maibachl und den Abflüssen der Warmbader Quellen als Zillerbach südlich von Villach in die Gail.
Seit dem Jahr 2003 wird mit einer automatischen Messstation des Hydrografischen Dienstes des Landes Kärnten sowohl die Temperatur und chemische Zusammensetzung als auch die gesamte Abflussmenge der Maibachlquellen erfasst. Die mittlere Schüttung der Jahre 2003–2011 beträgt 26 l/s, der höchste Wert wurde am 2. November 2003 mit 412 l/s gemessen. Die Wassertemperatur schwankte in diesem Zeitraum zwischen 14,4 und 31,6 °C, die maximale Leitfähigkeit betrug 721 μS/cm.

## Heilwirkung
Die Warmbader Thermalquellen weisen verschiedene gesundheitlich wirksame Inhaltsstoffe auf. Neben Kalzium (Osteoporose, Harnwegsinfektionen) und Magnesium (Herz-Kreislauferkrankungen) enthält das Wasser auch Hydrogencarbonat und andere heilwirksame Stoffe.
Im Kurbad tritt die Hauptquelle direkt im Thermalbecken durch den Kiesboden an die Oberfläche und steht mit ihren Heilwirkungen den Erholung Suchenden somit unmittelbar zur Verfügung.